# Neuville-sur-Seine
Neuville-sur-Seine é uma comuna francesa na região administrativa de Grande Leste, no departamento de Aube. Estende-se por uma área de 14,42 km². Em 2010 a comuna tinha 442 habitantes (densidade: 30,7 hab./km²).